# 島田站 (山口縣)
島田站（日语：／ Shimata eki */?）是位於山口縣光市上島田四丁目，西日本旅客鐵道（JR西日本）山陽本線的車站。
在2022年春季，藤生站至德山站之間預計可以使用ICOCA。

## 歷史
- 1897年（明治30年）9月25日 - 山陽鐵道 廣島站至德山站之間開業，此站啟用。為旅客、貨運車站。
- 1906年（明治39年）12月1日 - 山陽鐵道國有化（日语：鉄道国有法），成為官設鐵道車站。
- 1909年（明治42年）10月12日 - 制定路線名稱。成為山陽本線車站。
- 1934年（昭和9年）12月1日 - 現時岩德線，麻里布站（現時為岩國站）至周防高森站至櫛濱站之間全線開通，編入為山陽本線。而本來山陽本線麻里布站至柳井站至櫛濱站之間成為柳井線，此站也同時成為柳井線車站。
- 1944年（昭和19年）10月11日 - 柳井線全線成為雙線鐵路，再次編入為山陽本線。使此站再次成為山陽本線車站。而1934年編入成為山陽本線區間均名為岩德線。
- 1962年（昭和37年）2月1日 - 終止貨物起卸業務。
- 1987年（昭和62年）4月1日 - 伴隨國鐵分割民營化，車站由西日本旅客鐵道（JR西日本）營運。
- 1996年（平成8年）6月1日 - 車站業務由JR西日本廣島MAINTEC（日语：JR西日本広島メンテック）負責，成為業務委託車站。
- 2004年（平成16年）4月1日 - 成為無人車站[2]。
- 2018年（平成30年）
  - 7月6日 - 發生2018年7月西日本豪雨使車站暫停服務。
  - 9月9日 - 柳井站至下松站之間重開[3]。
  - 9月29日 - 受颱風潭美影響，光站至下松站之間泥沙流入路軌，使柳井站至下松站之間再次停運[4]。
  - 10月13日 - 柳井站至下松站之間重開[5][6]。

## 車站構造
車站是一座地面車站，設有2面2線的相對式月台。在兩月台中間設有一條中線。此站由德山地域鐵道部管理，為無人車站。車站大樓內設有自動售票機，並設於1號月台側，設有跨線橋連接對面2號月台。

### 月台
| 月台 | 路線      | 上下行 | 方向           |
| ---- | --------- | ------ | -------------- |
| 1    | ■山陽本線 | 下行   | 德山、防府方向 |
| 2    | ■山陽本線 | 上行   | 柳井、岩國方向 |

月台編號編排上，不計算中線。但是在列車運輸指令上，中線為「2號線」，而2號月台為「3號線」。此外，中線沒有架空電纜。在月台路軌兩端沒有連接上下行本線，因此沒有任何列車進入該路軌。

## 使用狀況
以下為近年1日平均乘車人次列表：
| 乘車人次變化 | 乘車人次變化    |
| 年度         | 1日平均乘車人次 |
| ------------ | --------------- |
| 1999         | 595             |
| 2000         | 563             |
| 2001         | 551             |
| 2002         | 515             |
| 2003         | 511             |
| 2004         | 501             |
| 2005         | 490             |
| 2006         | 507             |
| 2007         | 535             |
| 2008         | 539             |
| 2009         | 518             |
| 2010         | 507             |
| 2011         | 542             |
| 2012         | 536             |
| 2013         | 528             |
| 2014         | 496             |
| 2015         | 512             |
| 2016         | 539             |
| 2017         | 537             |
| 2018         | 510             |

## 車站周邊
- 光警署（日语：光警察署）上島田駐在所
- 光市三島公民館
- 光市周防公民館
- 昭和食品會社MICO（日语：ミコー）島田店
- 光市野外活動中心、周防之森小木屋
- 光島田郵局
- 光市立上島田小學
- 光市立三井小學
- 光市立周防小學
- 光市立島田中學
- 富士高壓軟管
- 智障人士康復設施・光苑
- 長期護理保健設施・島田川苑
- 光市三島溫泉健康交流設施・Yu Park光
- 防長交通（日语：防長交通）巴士站（前往光市政廳方向，前往兼清、筏場、魚切方向）
- 大田醫院

## 巴士路線
最接近的巴士站是「島田站前」。設有以下巴士路線停該站，並由防長交通營運。
- 一般巴士路線
  - 光市政廳前－島田站前－小周防－三丘溫泉（日语：三丘温泉）－兼清
  - 光市政廳前－島田站前－小周防－高水站－八代－魚切

## 相鄰車站
西日本旅客鐵道
■山陽本線
岩田－島田－光

## 注腳
1. ↑  .   [2020-03-29]. （原始内容存档于2020-04-23）.
2. ↑   (PDF). 山口縣光市. 2005年  [2017-05-21].[永久]
3. ↑  . 產經WEST. 2018-08-22. （原始内容存档于2018-09-08）.
4. ↑  . 朝日新聞Digital. 2018-09-30. （原始内容存档于2018-09-30）.
5. ↑  . 乘車新聞. 2018-10-10  [2018-10-13]. （原始内容存档于2018-10-10）.
6. ↑  . Respond. 2018-10-10  [2018-10-13]. （原始内容存档于2018-10-11）.
7. ↑  山口縣統計年鑑

## 外部連結
- 島田｜車站資訊：JR出門網 - 西日本旅客鐵道